# Poisson-scie commun
Espèce
Statut de conservation UICN

CRA2cd : 
En danger critique
Statut CITES
Le Poisson-scie commun (Pristis pristis, syn. P. microdon, P. Perotteti) est une espèce de poissons-scies circumtropicale, de la famille des Pristidae, de la classe des Chondrichtyens.
On peut considérer le poisson-scie comme l’une des espèces de raies les plus imposantes. Il mesure 3 mètres à maturité, et des individus de 7,5 m de long ont été observés. Son trait le plus distinctif est son long rostre plat, communément appelé scie, muni de dents en saillie horizontale sur les côtés. Cet appendice a une double utilité : repérer les proies, et cela même dans les eaux turbides, grâce à des systèmes particulièrement développés d’électroperception et de mécanoréception, et les capturer, en les assommant ou les embrochant. Le poisson-scie commun est une espèce euryhaline, vivant une partie de sa vie dans les eaux côtières, mais qui peut remonter jusqu’à 750 km à l’intérieur des terres dans les fleuves et les rivières lors de certains de ses stades de développement. Bien que le poisson-scie fût auparavant très commun dans la plupart des zones côtières tropicales, ses populations ont été largement décimées, du fait de la pêche et de la destruction de son habitat, si bien qu’il a été classé en 2013 comme en danger critique d’extinction par l’IUCN. Bien qu’il soit protégé dans de nombreux pays, le non-respect des règlementations dans son habitat rend sa conservation aléatoire, laissant présager une proche extinction à l’état sauvage.
Le Poisson-scie commun est également nommé « scie » et « scie commune ». Pristis signifie scie en grec ancien.

## Caractéristiques
Le poisson-scie commun a l’apparence d’un requin, avec une tête aplatie sur la face ventrale, sur laquelle sont disposées sa bouche, ses naseaux et ses branchies. Ses yeux se trouvent sur la face dorsale de sa tête. Il possède deux spiracles postérieures aux yeux, qui lui permettent d’aspirer de l’eau dans les branchies quand il se pose sur les fonds marins. Sa première nageoire dorsale s’insère antérieurement aux nageoires pelviennes, contrairement à Pristis pectinata, avec qui il peut être confondu. En effet, la première nageoire dorsale de ce dernier est disposée au même niveau que les nageoires pelviennes. Les nageoires pectorales de Pristis pristis sont proportionnellement plus larges que celles de Pristis pectinata. De plus, Pristis pristis est le seul poisson-scie disposant d’un lobe inférieur distinct sur sa nageoire caudale.
Le poisson-scie possède un rostre robuste à base large, qui s’insère antérieurement par rapport aux yeux : c'est un cartilage dur qui, s'il est endommagé, ne peut plus repousser par la suite. Le rostre est parsemé de dents triangulaires et allongées, dont le nombre varie de 13 à 24 sur chaque rangée, alors que Pristis pectinata en possède de 20 à 30. De plus, les dents de son rostre sont plus espacées que chez les autres espèces. La largeur du rostre atteint 15 à 25% de la longueur de celui-ci. La longueur du rostre varie de 20 à 30% de la longueur totale du poisson-scie.

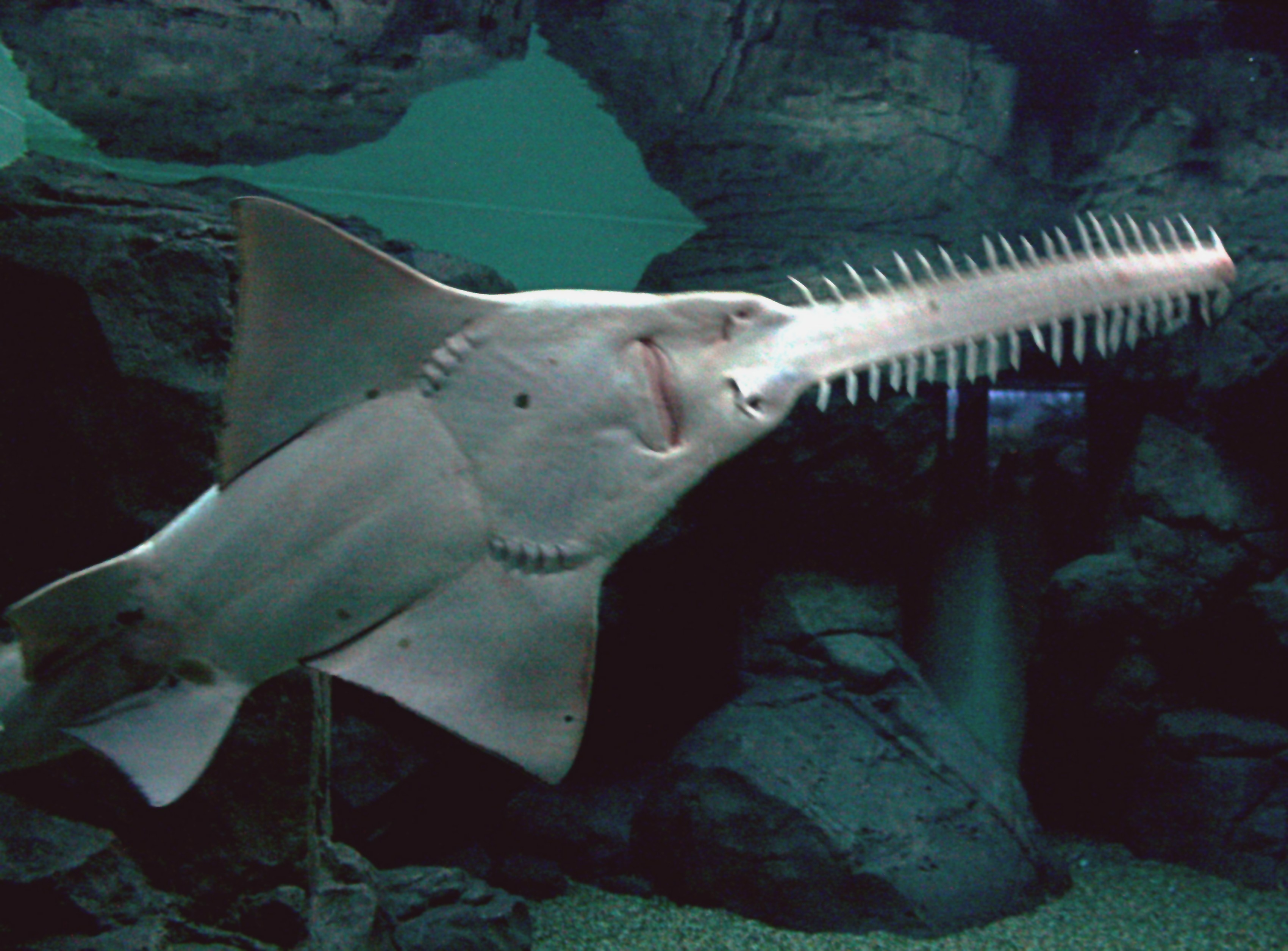
Face ventrale du poisson scie commun

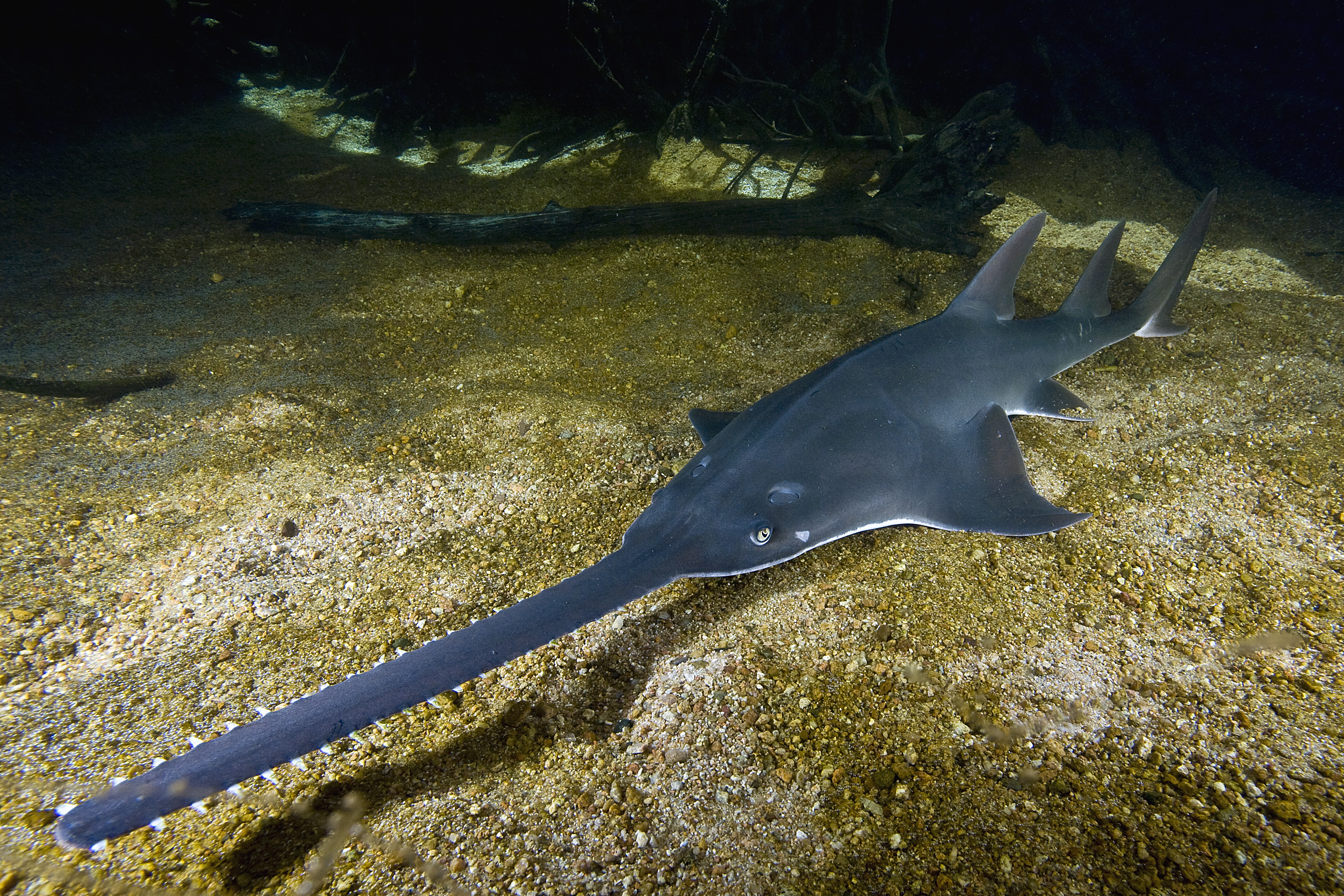
Face dorsale du poisson-scie commun

Le plus grand individu observé mesurait 7,5 m, la longueur la plus communément mesurée est de 2 m. Le poids maximum est d’environ 500 à 600 kg pour cette espèce.
Les poissons-scies attrapés en mer ont des couleurs allant du gris foncé au brun doré. Les individus d’eau douce sont gris clair avec des taches rouges.

## Écologie et comportement

### Alimentation
Le poisson-scie commun se nourrit majoritairement de poissons, dont le mulet et le poisson-chat, mais complémente son alimentation avec des crustacés benthiques.

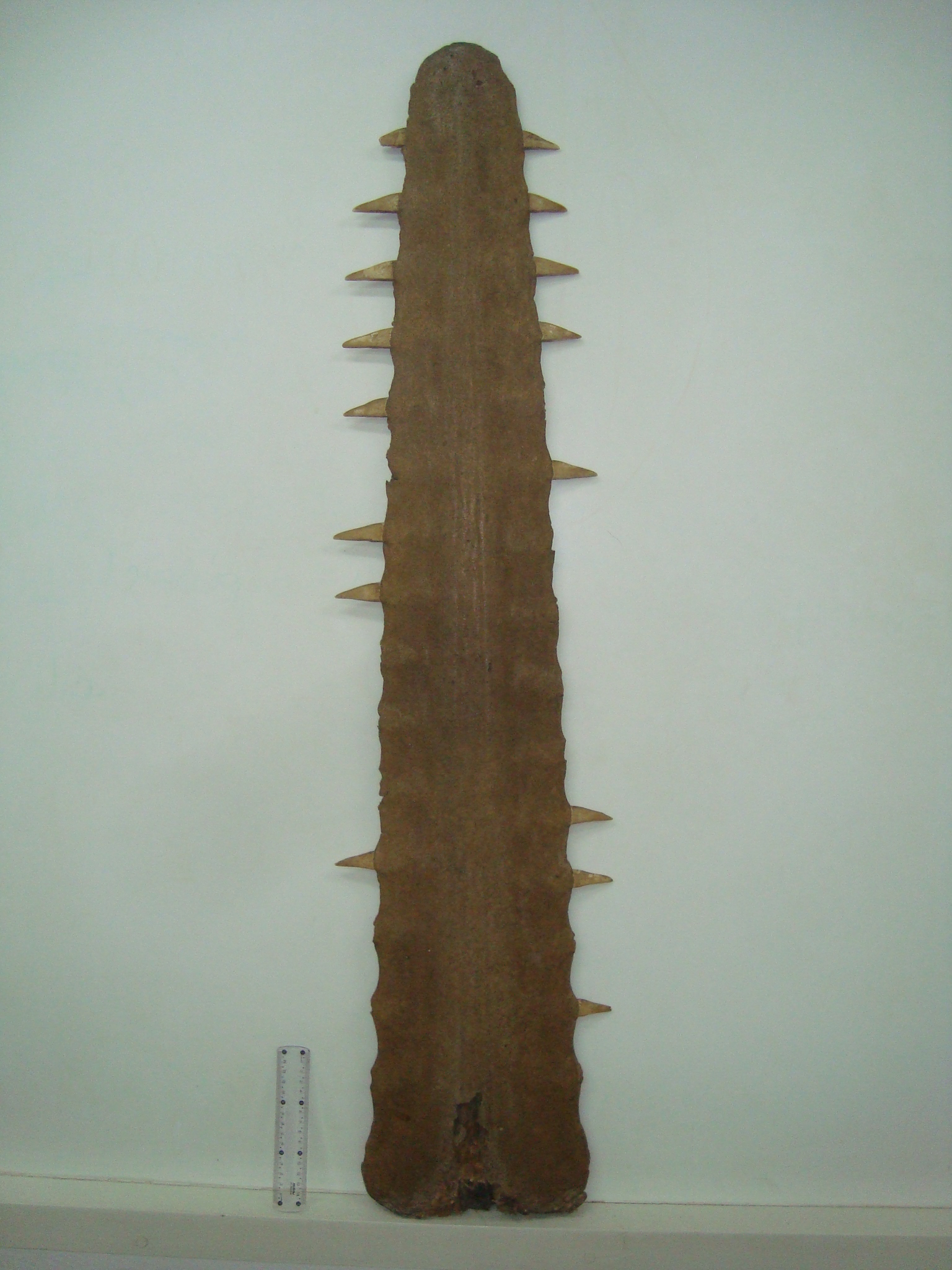
Rostre à base large du poisson-scie commun

Comme de nombreux autres Chondrichthyens, le poisson-scie commun est capable de repérer ses proies à l’aide de l’électroreception, qui permet de détecter les faibles champ électriques produits par l’activation des muscles des proies. Le poisson-scie possède donc des ampoules de Lorenzini, reliées à de nombreux pores par des canaux. Leur densité est plus élevée sur la face ventrale que sur la face dorsale, car ses yeux étant de l’autre côté par rapport à la bouche, le poisson-scie a besoin d’autre sens que la vue pour la manipulation finale des proies. Le rostre présente la plus grande densité de pores, soulignant son rôle pour le repérage des proies. Le poisson-scie commun a le système d’électroréception le plus développé parmi les poissons-scies, utile aux juvéniles vivant dans des habitats d’eau douce turbides à faible visibilité.
Le poisson-scie commun utilise également la ligne latérale qui lui permet de détecter l’accélération des proies dans les alentours, à l’aide de mécanorécepteurs. Comme pour l’électroréception, le poisson-scie commun semble avoir le système de ligne latéral le plus développé parmi les poissons-scies.
Le poisson-scie utilise son rostre à la fois pour repérer ses proies et pour les capturer. Lorsqu’il rencontre une proie dans la colonne d’eau, le poisson-scie effectue des balancements latéraux avec son rostre afin d’assommer ou d’empaler ses proies. Lorsque la proie est située proche du substrat, le poisson scie utilise une autre stratégie : il la coince sur le fond avec le coté inférieur de son rostre. Ainsi, Pristis pristis peut chasser à la fois des proies dans la colonne d’eau et au niveau du benthos. La prédation se termine par l’ingestion de la proie. Le poisson-chat, qui possède des épines empoisonnées dirigées vers l'arrière, est toujours ingéré la tête la première.

### Reproduction
Le poisson-scie commun est ovovivipare : les œufs sont retenus dans l’utérus de la mère et y éclosent. Les embryons disposent d’une vésicule vitelline, qui leur fournit des matières nutritive lors de leur développement. La gestation dure 5 mois, ce qui est plutôt court pour un élasmobranche. Les portées varient de 1 à 13, avec une moyenne de 7 individus. A la naissance, leur taille moyenne est de 80 cm. Le rostre des jeunes n’est pas complètement développé et est couvert d’une gaine, protégeant la mère lors de la mise-bas. Le cycle de reproduction est annuel pour populations Indo-Ouest Pacifiques et bisannuel pour les populations Ouest Atlantiques. Le temps de génération varie de 14 à 17 ans, menant à un taux intrinsèque d’augmentation de population plutôt faible.
La maturité sexuelle des femelles et des mâles est atteinte à une longueur de 3 mètres environ, soit à un âge de 8 à 10 ans. Le poisson-scie commun présente une grande longévité, avec un âge maximal observé de 44 ans.

### Parasites et prédateurs
Pristis pristis est affecté par un vers plat parasite Dermopristis paradoxus qui se fixe sur sa peau et sa muqueuse buccale.
Les principaux prédateurs du poisson-scie commun sont les crocodiles, les requins-bouledogues, qui s’en prennent surtout aux juvéniles, et les humains, par la pêche, bien qu’ils constituent le plus souvent des prises accessoires.

## Habitat et répartition
Pristis pristis a une large répartition dans les eaux tropicales des océans Pacifique et Indien, dont l’Australie du Nord, la Nouvelle-Guinée, l’Asie du Sud-Est, l’Inde et l’Afrique de l’Est, mais également de l’océan Atlantique avec l’Amérique et l’Afrique de l’Ouest. Sa population globale peut être divisée en quatre subpopulations : Ouest Atlantique, Est Atlantique, Est Pacifique et Indo-West Pacifique. Les limites latitudinales de son aire de répartition sont fortement dépendantes des régimes de températures saisonniers de l’eau. Néanmoins, il est devenu très rare, voire éteint régionalement, dans une large part de son aire de répartition initiale,.

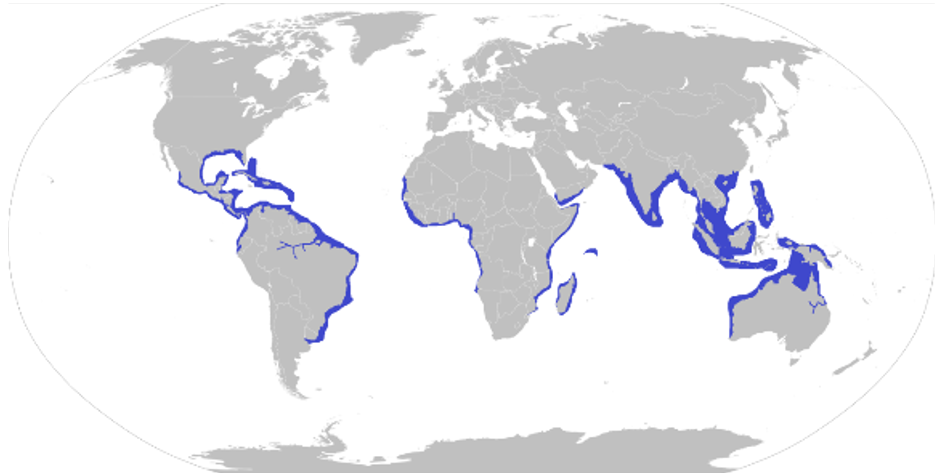
Distribution du Poisson-scie commun, selon l'IUCN

Le poisson-scie commun est le plus souvent trouvé sur les plateaux continentaux et s’associe à divers types d’habitats. En effet, il s’agit d’une espèce euryhaline, qui s’adapte aussi bien aux environnements marins, d’estuaires ou d’eau douce. En ce qui concerne les environnements marins, le poisson-scie préfère les eaux peu profondes proches de la côte, dans lesquels il sillonne les fonds vaseux et sablonneux. Par ailleurs, le poisson-scie remonte les fleuves bien au-delà de l’influence des marées. Par exemple, des inividus ont été observés 750 km en amont dans l’Amazone , dans le lac Nicaragua à 190 km de la mer des Caraïbes, ou encore  à 400 km en amont du fleuve du Queensland, en Australie.
L’habitat de Pristis pristis diffère selon son stade de développement. En Australie de l’Ouest, les poissons-scies naissent dans les estuaires et remontent les fleuves afin d’atteindre des zones très peu profondes dans lesquels les petites proies sont abondantes et les prédateurs rares,. Durant les 5 premières années de leur vie, les juvéniles restent dans les environnements d’eaux douces, qu’ils quittent pour finalement se rendre dans la mer, où ils se reproduisent,. La situation est différente en Amérique Centrale. En effet, les adultes gagnent le lac Nicaragua pour s’y reproduire et y passent souvent quelques années, alors que les juvéniles passent probablement le début de leur vie en mer.

## Génétique et taxinomie
Le poisson-scie commun a été observé et classé pour la première fois par Linné qui l’a nommé Squalus pristis. L’espèce actuelle Pristis pristis est le regroupement récent de 3 anciennes espèces de poisson-scie avec différentes aires de distributions : Pristis microdon (Atlantique et Est Pacifique), Pristis perotteti (Indo-Ouest Pacifique) et Pristis pristis (Afrique de l’Ouest ou Méditerranée). Sur base de la morphologie externe et de séquençage de l’ADN mitochondrien, il a été démontré que ces trois espèces n’en formaient qu’une seule, dont la distribution est circumtropicale.

## Le poisson-scie commun et l'homme

### Utilisation
Les rostre ont longtemps été vendus comme des trophées ou des bibelots ; ils étaient également utilisés dans des rituels religieux et en médecine traditionnelle. Les poissons-scies étaient pêchés pour leur viande. Ils ont aussi été ciblés pour leurs grandes nageoires, parmi les plus précieuses pour la soupe d’aileron de requin ou pour leur huile de foie.

### Menaces
Bien qu’il ait une large distribution, le poisson-scie commun connaît un déclin important, si bien qu’il est classé comme en danger critique d’extinction par l’IUCN, avec un risque extrêmement élevé de disparaître à l’état sauvage. Toutes les populations sont à des niveaux très bas, et continuent à décliner car la pêche est très peu régulée dans une grande part de son aire de répartition. En Australie, des populations viables persistent et il est probable qu’elles représentent une grande proportion de la population globale.

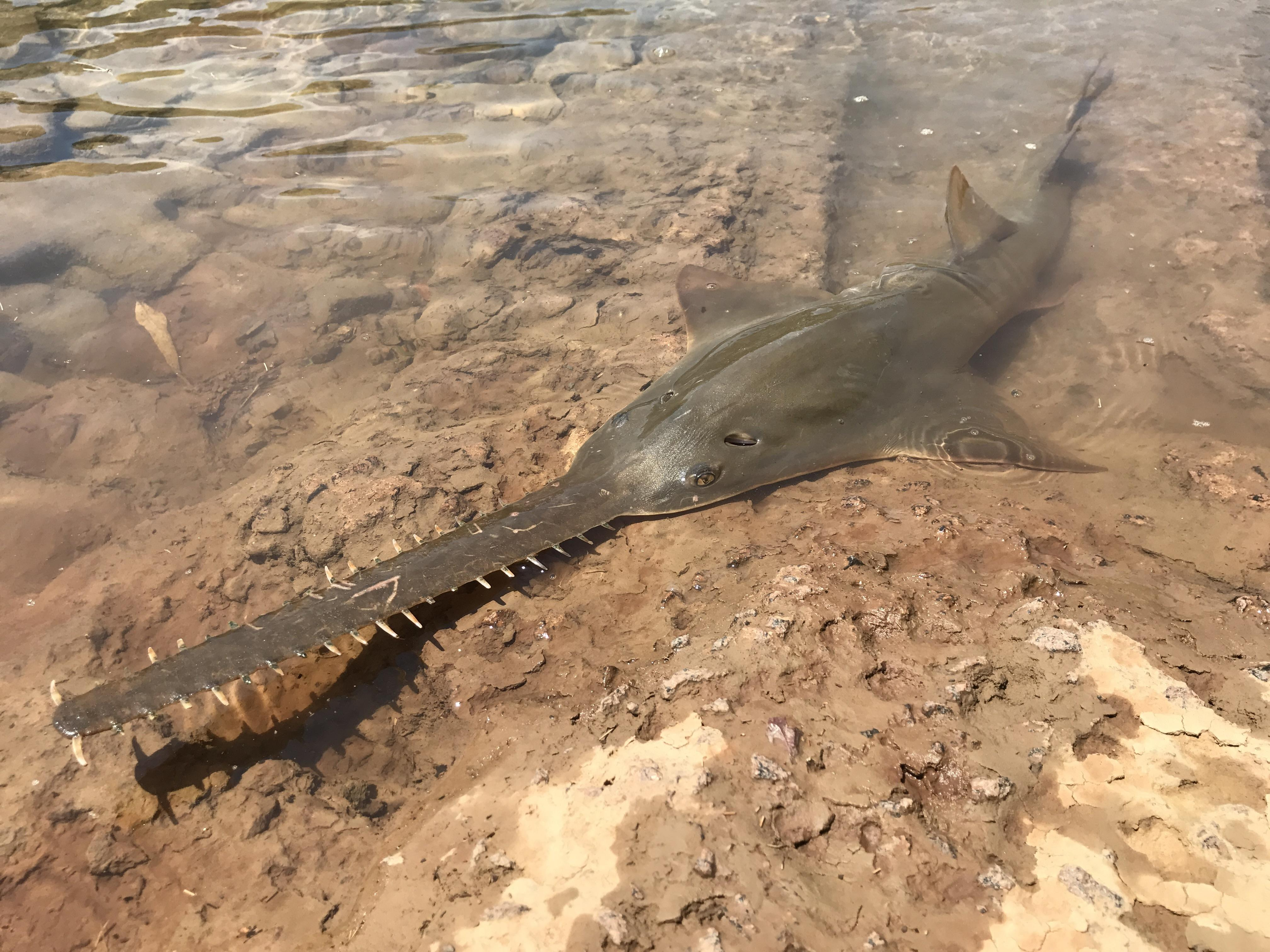
Poisson-scie commun dans un écosystème d'eaux douces.

La prédation par l’être humain est la première raison du déclin des poissons-scies. Bien qu’ils fussent auparavant intentionnellement ciblés par les pêcheurs, ils sont maintenant prélevés accidentellement, constituant des prises accessoires. Avec leur rostre denté, ils s’enchevêtrent très facilement dans les filets de pêche, et en particulier dans les filets maillants et le chalutage, méthode qui consiste à trainer le filet de pêche derrière un ou plusieurs bateaux. De plus, Pristis pristis est dépendant de plusieurs types d’habitats très spécifiques : les écosystèmes d’eaux douces, les estuaires, les mangroves et les herbiers marins. Tous ces habitats sont affectés par les activités humaines telles que l’agriculture, le transport fluvial et la construction de barrages, si bien que les habitats sont détruits ou altérés.

### Conservation
Globalement, le rétablissement des populations de poisson-scie peut être assuré par des politiques agissant à plusieurs niveaux empêchant les prises intentionnelles, minimisant la mortalité suivant le relâchement, contrôlant le commerce et conservant les habitats. Pristis pristis se retrouve dans l’Annexe I de la Convention sur le commerce international des espèces menacées (CITES) qui interdit le commerce international du poisson-scie commun. De plus, il est protégé dans plusieurs pays (États-Unis, Mexique, Brésil, Nicaragua, Sénégal, Guinée, Mauritanie, Australie, Bangladesh, Malaisie, Indonésie). Cependant, de larges parts de son aire de répartition ne bénéficient d’aucunes mesures de conservation, par exemple le Pacifique, ou encore ils sont protégées théoriquement mais avec peu de mesures mises en place, par exemple l’Inde. Dans d’autres cas, le poisson-scie est protégé légalement, bien qu’il soit très probablement éteint, par exemple aux Etats-Unis. Le pourcentage de protection règlementaire de l’aire d’existence de Pristis pristis est très faible pour les subpopulations Est Atlantique (0%) et Est pacifique (25%) et élevées pour les subpopulations Ouest Atlantique (79%) et Indo-Ouest Pacifique (80%).  Par ailleurs, l’Australie est très proactive concernant la conservation des poissons-scies. En effet, des plans de gestion sont mis en place dans les pêcheries en cas de rencontre avec une espèce menacée, les pêcheurs bénéficient de programmes d’éducation. De plus, certaines zones côtières, d’estuaire et de rivières sont clôturées et offre un refuge au poisson-scie vis-à-vis de la pêche commerciale. Bien que la protection efficace du poisson-scie commun en Australie est un atout pour la survie de l’espèce, elle n’est pas suffisante pour la conservation de toutes ses subpopulations.